# Dave Edmunds

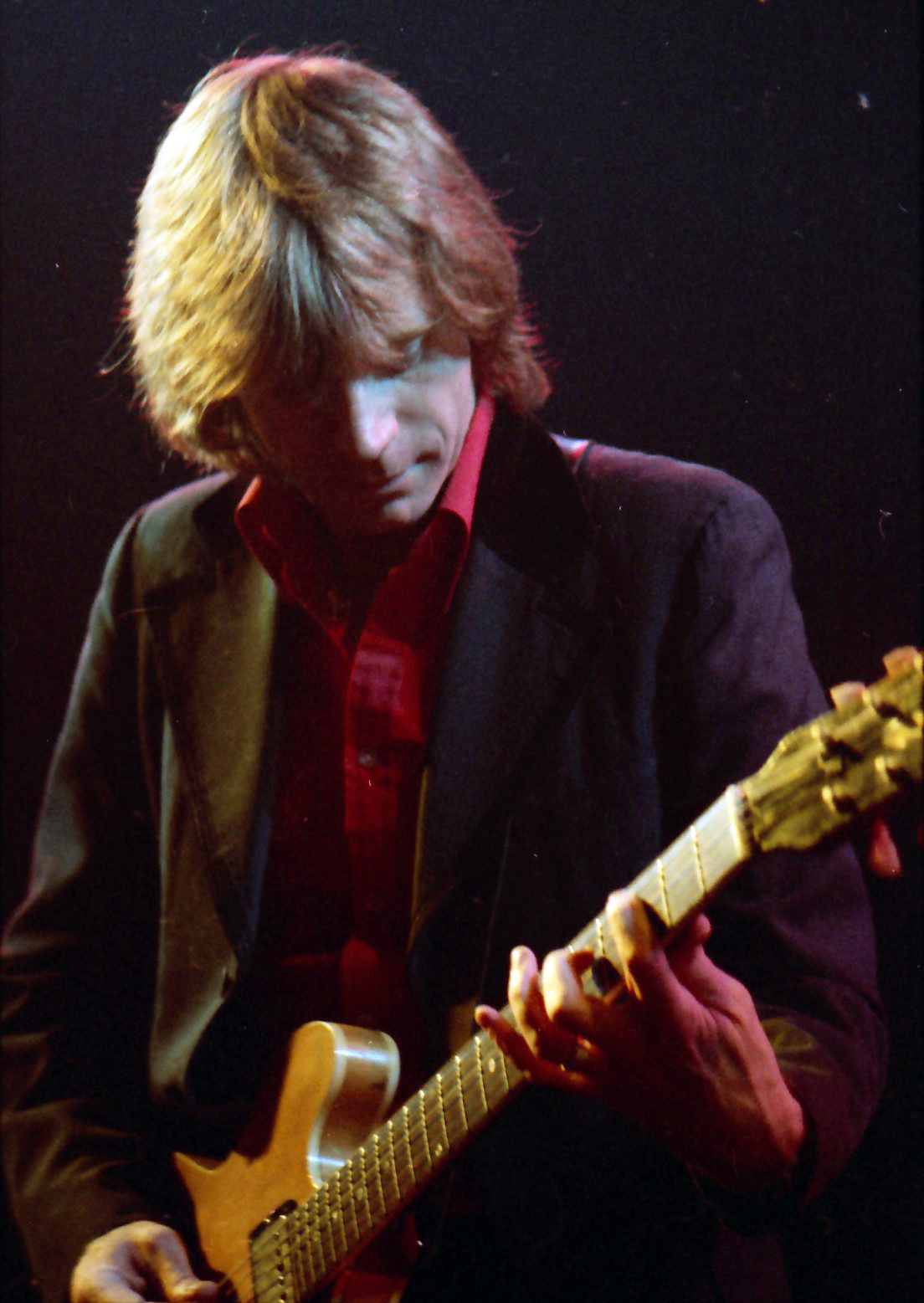
Dave Edmunds

Dave Edmunds (Cardiff (Wales), 15 april 1944) is een rockgitarist, zanger en producer die zeer beïnvloed is door de rock-'n-rollmuziek uit de jaren vijftig en eind jaren zeventig zijn grootste successen behaalde.
Als muzikant heeft Edmunds eind jaren zestig voor het eerst succes als bandlid van Love Sculpture, een band die rocksongs maakt van klassieke stukken. Na het uiteenvallen van die band heeft hij in 1970 een enorme solo-hit met I hear you knocking, eerder gezongen door Smiley Lewis en Gale Storm. In 1975 heeft hij nog een hit met Need a Shot of Rhythm and Blues. Ook gaat hij aan de slag als producer van onder andere The Flamin' Groovies en Brinsley Schwarz. Bij die laatste band ontmoet hij Nick Lowe met wie Edmunds eind jaren zeventig en begin jaren tachtig een tijd zal samenwerken. Ze werken daarbij onder de naam Rockpile, maar door contractuele problemen verschijnen de platen onder Edmunds' naam.
De samenwerking levert hits op als Girls Talk (geschreven door Elvis Costello) en Queen Of Hearts en enkele succesvolle albums voor het Swan Song-label van Led Zeppelin. Ook verschijnt er in 1980 nog een plaat onder de naam Rockpile: Seconds of Pleasure, maar de samenwerking met Lowe is uitgewerkt en Edmunds gaat alleen verder.
Midden jaren tachtig werkt Edmunds samen met Jeff Lynne, de leider van The Electric Light Orchestra, Lynne produceert twee albums van Edmunds waarop gebruik wordt gemaakt van drumcomputers en synthesizers, maar het succes loopt terug. Ondertussen blijft Dave zelf ook produceren, onder andere voor Stray Cats.
Na de samenwerking met Lynne verschijnen met regelmaat platen van Edmunds en werkt hij in 1990 nog een keer samen met Nick Lowe. Tegenwoordig leeft Edmunds in Los Angeles en doet hij het, mede door een slechte gezondheid, rustig aan en gaat hij nauwelijks nog op tournee.

## Discografie

### Albums
- Love Sculpture (1968)
- Rockpile  (1972)
- Subtle as a Flying Mallet (1975)
- Get It (1977)
- Tracks on Wax 4 (1978)
- Repeat When Necessary (1979)
- Seconds of Pleasure (1980)
- Twangin... (1981)
- The Best of Dave Edmunds (1982) (verzamelalbum)
- D.E. 7th (1982)
- Information (1983)
- Riff Raff (1984)
- I Hear You Rockin' (1987) (live)
- Closer to the Flame (1990)
- The Dave Edmunds Anthology (1968-1990) (verzamelalbum)
- Plugged In (1994)
- Hand Picked: Musical Fantasies (1999)
- Live on the King Biscuit Flower Hour (1999)  (live)
- A Pile of Rock: Live (2001) (live)
- From small things: The Best of Dave Edmunds (2004) (verzamelalbum)
- Alive & Pickin' (Canadian Mail Order Only)(2005) (live)
- The Many Sides of Dave Edmunds: The Greatest Hits and More (2008) (verzamelalbum)
- ...Again (2013)
- On Guitar...Rags & Classics (2015)

### NPO Radio 2 Top 2000
| Nummer met noteringen in de NPO Radio 2 Top 2000 | '99  | '00  |
| ------------------------------------------------ | ---- | ---- |
| I Hear You Knocking                              | 1945 | 1772 |

1. ↑  Een vetgedrukt getal geeft de hoogste notering aan.
2. ↑  Deze tabel is bijgewerkt tot en met de laatste editie (2024).

- Bibsys: 43460
- Biblioteca Nacional de España: XX4660260
- Bibliothèque nationale de France: cb13893593r (data)
- Gemeinsame Normdatei: 134364961
- International Standard Name Identifier: 0000 0001 1576 7130
- Library of Congress Control Number: n91069462
- MusicBrainz: ec4b6d29-527c-4cc0-89bb-8a4775f350d0
- Nationale Bibliotheek van Tsjechië: xx0063192
- Nederlandse Thesaurus van Auteursnamen: 070732205
- Virtual International Authority File: 85709239
- WorldCat: E39PBJktry9fGR97PK4KhJTfv3